# 알렉산더 츠베레프
알렉산더 츠베레프(독일어: Alexander Zverev, 러시아어: Алекса́ндр Алекса́ндрович Зве́рев 알렉산드르 알렉산드로비치 즈베레프[*], 독일어 발음: [alɛkˈsandɐ ˈtsfeːʁɛf], 1997년 4월 20일~)는 독일의 테니스 선수이다. 플레이 스타일은 오른손 잡이, 양손 백핸드 이다. 프로 테니스 협회(ATP) 세계 랭킹 2위까지 도달했으며, 2020년 하계 올림픽에서 단식 금메달을 획득했다. 또한 ATP 파이널스에서 2회 우승(2018, 2021)을 달성했고, 2024년 7월 기준으로 ATP 투어에서 단식 22회 우승, 복식 2회 우승을 달성했으며 2020년 US 오픈 준우승, 2024년 프랑스 오픈 준우승을 차지했다.
러시아어 이름 '알렉산드르'의 애칭 '사샤(러시아어: Саша)'에서 유래한 자샤 츠베레프(독일어: Sascha Zverev, 러시아어: Саша Зверев 사샤 즈베레프[*], 독일어 발음: [ˈzaʃa ˈtsfɛʁɛf])로도 불리며 대한민국에서는 러시아어계 성 '츠베레프(독일어: Zverev)'의 원어 발음을 살린 알렉산더 즈베레프로도 알려져 있다.

## 어린 시절
알렉산더 츠베레프는 1997년 4월 20일 독일 함부르크에서 러시아에서 독일로 이주한 러시아인 아버지 알렉산드르 즈베레프와 어머니 이리나 즈베레바 사이에서 둘째 아들로 태어났다. 부모님들은 모두 소련의 프로 테니스 선수로 활동했고 1987년에 태어난 형 미샤 츠베레프 또한 직업을 프로 테니스 선수로 삼았다.
아버지 알렉산드르는 선수 시절 소련 남자 테니스 선수 랭킹 1위와 세계 남자 테니스 선수 랭킹 175위를, 어머니 이리나는 소련 여자 테니스 선수 랭킹 4위를 차지한 적 있었다. 이들은 소치에서 거주하다가 모스크바로 이주해 소련 육군 산하의 CSKA 모스크바 테니스 클럽에 입단했다. 소련 정부는 자국의 테니스 선수들이 국제 대회에 참가하는 것을 규제했고 이것은 그들이 세계 랭킹을 상승시키는 것을 제한했다. 소련이 붕괴되기 1년 전인 1990년, 이리나는 그녀의 남편이자 개인 코치로 활동하던 알렉산드르와 함께 독일에서 열린 국제 테니스 대회에 출전했고 그곳에서 남편과 함께 테니스 지도자로 활동할 것을 제안받았다. 그들은 처음에 이 제안을 거절했지만 1991년 함부르크에 있는 울렌호르슈터 하키 클럽(독일어: Uhlenhorster Hockey Club)의 테니스 지도자 자리를 수락했고 러시아로 돌아가지 않고 독일에 정착했다.
알렉산더는 2000년 3살의 나이에 테니스를 전문적으로 시작했다. 그는 자신이 1살이었을 때 테니스 라켓을 들고 아파트 곳곳에서 테니스공을 튕기는 것을 본 부모님이 자신을 테니스 코트로 데리고 갔던 것이 테니스를 시작하게 된 계기가 되었다고 말했다. 5살 때 테니스를 매일 최소 30분 이상 했고 형 미샤는 알렉산더가 어린 시절 자신과 같이 테니스를 할 때 자신에게 지는 것을 받아들이지 않았고 이기기 전까지 테니스 코트를 떠나고 싶어하지 않았다고 회고했다. 알렉산더는 어린 시절 테니스와 함께 필드하키와 축구를 병행했으나 12살에 미국 플로리다주에서 열린 국제 주니어 테니스 대회에서 초반 라운드에 패배한 이후 테니스에만 집중하기로 결정했다.
알렉산더는 아버지가 형 미샤를 지도하는 동안 주로 어머니에게 테니스 교육을 받았다. 그는 백핸드 자세를 비롯한 좋은 테니스 기술을 어린 시절 어머니의 교육 덕분에 배웠다고 회고했다. 어머니가 알렉산더를 온화하게 가르친 반면에 아버지는 정해진 시간 내에 동일한 훈련을 여러 번 반복하는 "소련식 체력 훈련"을 가르쳤다. 부모님은 알렉산더가 빠른 속도로 공을 쳐 빠른 득점을 유도하는 공격적인 경기 전략을 가지길 바랐지만 이는 테니스 네트로 빠르게 다가가지 못해 주로 베이스라인에서만 활동하던 12살의 알렉산더가 받아들이기에는 어려운 것이었다. 알렉산더는 공격적인 경기 전략을 받아들이는데 어려움을 겪었고 실수들로 인해 경기에서 상대 선수에게 패배하곤 했지만 아버지는 지금 패배하는 것은 아무 것도 아니며 앞으로 있을 경기들을 위해 공격적인 경기 전략을 반드시 연습해야 한다며 그를 격려했다.

## 경력 통계

### 그랜드 슬램
| 대회   | 2014 | 2015 | 2016 | 2017 | 2018 | 2019 | 2020 | 2021 | 2022 | 2023 | 2024 | SR     | 승–패 | 승% |
| ------ | ---- | ---- | ---- | ---- | ---- | ---- | ---- | ---- | ---- | ---- | ---- | ------ | ----- | --- |
| 호주   | A    | Q1   | 1회  | 3회  | 3회  | 4회  | 준   | 8강  | 4회  | 2회  | 준   | 0 / 9  | 25–9  | 74% |
| 프랑스 | A    | Q2   | 3회  | 1회  | 8강  | 8강  | 4회  | 준   | 준   | 준   | 결   | 0 / 9  | 34–9  | 79% |
| 윔블던 | A    | 2R   | 3R   | 4R   | 3R   | 1R   | NH   | 4R   | A    | 3R   | 4R   | 0 / 8  | 16–8  | 67% |
| US     | Q2   | 1회  | 2회  | 2회  | 3회  | 4회  | 결   | 준   | A    | 8강  |      | 0 / 8  | 22–8  | 73% |
| 승–패  | 0–0  | 1–2  | 5–4  | 6–4  | 10–4 | 10–4 | 14–3 | 17–4 | 8–2  | 12–4 | 14–3 | 0 / 34 | 97–34 | 74% |

#### 단식 결승
| 결과 | 연도 | 대회        | 코트   | 상대              | 점수                         |
| ---- | ---- | ----------- | ------ | ----------------- | ---------------------------- |
| 패   | 2020 | US 오픈     | 하드   | 도미니크 팀       | 6–2, 6–4, 4–6, 3–6, 6–7(6–8) |
| 패   | 2024 | 프랑스 오픈 | 클레이 | 카를로스 알카라스 | 3–6, 6–2, 7–5, 1–6, 2–6      |

### 올림픽 결승
| 결과 | 연도 | 대회   | 코트 | 상대          | 점수     |
| ---- | ---- | ------ | ---- | ------------- | -------- |
| 금   | 2021 | 올림픽 | 하드 | 카렌 하차노프 | 6–3, 6–1 |